# Jimmy Chamberlin

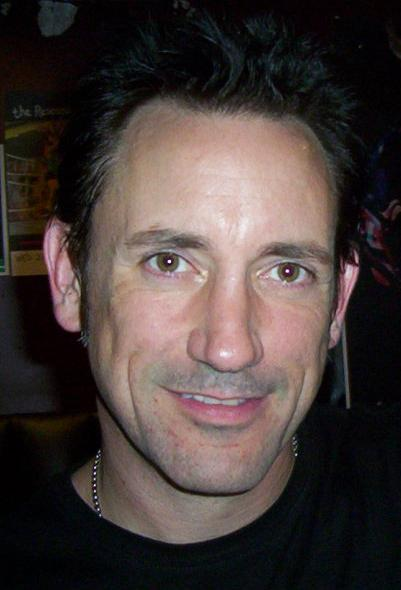
Jimmy Chamberlin (2005)

James Joseph „Jimmy“ Chamberlin (* 10. Juni 1964 in Joliet, Illinois) ist ein US-amerikanischer Schlagzeuger, der vor allem als Gründungsmitglied der Alternative-Rock-Band The Smashing Pumpkins bekannt wurde.

## Leben
Ende der 1980er Jahre gehörte der Drummer zusammen mit Billy Corgan, D’arcy Wretzky und James Iha zur ersten Besetzung der Smashing Pumpkins. 1996 wurde er nach dem Tod von Jonathan Melvoin wegen Drogenproblemen aus der Band geworfen. Er schloss sich vorübergehend der Band The Last Hard Men an, in der er mit Sebastian Bach von Skid Row und Kelley Deal von den Breeders ein selbstbetiteltes Album einspielte, das jedoch erst 2001 veröffentlicht wurde. Eines ihrer Lieder, eine Coverversion von Alice Coopers School’s Out, wurde für den Soundtrack des Films Scream – Schrei! verwendet. Im Jahr 1999 stieg er wieder bei The Smashing Pumpkins ein und veröffentlichte mit ihnen die Alben Machina/The Machines of God und Machina II/The Friends & Enemies of Modern Music, bevor sich die Band schließlich auflöste.
Chamberlin gründete 2001 das Projekt Jimmy Chamberlin Complex, mit dem er 2005 das Album Life Begins Again über Sanctuary Records veröffentlichte. Außerdem spielte er zwischen 2001 und 2003 mit Corgan in der Band Zwan. Mit den wiedervereinigten Smashing Pumpkins veröffentlichte er 2007 das Album Zeitgeist, welches er auch coproduzierte. Im März 2009 verließ Jimmy die Band. Seither ist er der Schlagzeuger der Gruppe Skysaw. 2016 listete ihn der Rolling Stone auf Rang 53 der 100 größten Schlagzeuger aller Zeiten. Anfang 2018 stieg er gemeinsam mit James Iha wieder bei den Smashing Pumpkins ein, sodass drei Viertel des Original-Lineups der Band wieder vereinigt sind.
Chamberlin ist seit 2002 verheiratet, mit seiner Frau hat er einen Sohn und eine Tochter.

## Diskografie

### Jimmy Chamberlin Complex

#### Alben
- 2005: Life Begins Again (Sanctuary Records)[3]
- 2017: The Parable (Make Records)[4]

#### Singles
- 2005: Life Begins Again (Promo-Single, Sanctuary Records)[5]

Frank Catalano & Jimmy Chamberlin
- 2014: Love Supreme Collective-EP
- 2015: God's Gonna Cut You Down
- 2016: Bye Bye Blackbird (mit David Sanborn)

Shaman Durek & Jimmy Chamberlin
- 2011: Prana & Pinda[7]

Mit The Smashing Pumpkins
- 1991: Gish
- 1993: Siamese Dream
- 1994: Pisces Iscariot
- 1995: Mellon Collie and the Infinite Sadness
- 2000: Machina/The Machines of God
- 2000: Machina II/The Friends & Enemies of Modern Music
- 2007: Zeitgeist
- 2018: Shiny and Oh So Bright, Vol. 1 / LP: No Past. No Future. No Sun.
- 2020: Cyr
- 2022/2023: Atum: A Rock Opera in Three Acts

Mit Skysaw
- 2011: Great Civilizations (Album)[8]

Mit Zwan
- 2003: Mary Star of the Sea (Album)[9]

Mit The Last Hard Men
- 1998: The Last Hard Men (limitierte Auflage 1998, Wiederveröffentlichung 2001)[10]